# Amphipsylla casis
Amphipsylla casis är en loppart som beskrevs av Jordan et Rothschild 1911. Amphipsylla casis ingår i släktet Amphipsylla och familjen smågnagarloppor. Inga underarter finns listade i Catalogue of Life.